# Lady Peggy's Escape
Pour plus de détails, voir Fiche technique et Distribution.
Lady Peggy's Escape est un film muet américain réalisé par Sidney Olcott, tourné en 1912 et sorti en 1913.
Tourné en Irlande, le film a pour principaux interprètes, aux côtés du réalisateur lui-même, Jack J. Clark, Gene Gauntier et Robert G. Vignola.

## Synopsis
Une troupe de mercenaires prend possession d'un château où ils mènent la vie dure aux habitants... 

## Fiche technique
- Titre : Lady Peggy's Escape
- Titre de travail : When Cromwell Came to Ireland
- Réalisation : Sidney Olcott
- Scénario : Gene Gauntier
- Photographie : George K. Hollister
- Montage :
- Décors : Allan Farnham
- Société de production : Kalem Company
- Société de distribution : General Film Company
- Pays d'origine :   États-Unis
- Langue : film muet avec les intertitres en anglais
- Tournage : été 1912 en Irlande, à Beaufort comté de Kerry et au château de Blackrock, à Cork, comté de Cork
- Format : Noir et blanc — 35 mm — 1,33:1 — Muet
- Métrage : 370 mètres (1 bobine)
- Genre : Film dramatique, Film d'aventure, Film romantique
- Durée : 12 minutes et 20 secondes
- Dates de sortie :
  -  États-Unis : 8 février 1913
  -  Royaume-Uni : 13 avril 1913

## Distribution
- Gene Gauntier : Lady Peggy
- Jack J. Clark : Bedloe, un soldat
- Helen Lindroth : Lady Fitzgerald, la mère de Peggy
- Robert G. Vignola : Preston, a soldier
- Sidney Olcott : le père O'Donnell

## À noter
- Le film a été tourné durant l'été 1912 en Irlande, à Beaufort comté de Kerry et au château de Blackrock, à Cork, comté de Cork.
- Lady Peggy's Escape est le dernier film tourné en Irlande par Sidney Olcott pour la Kalem Company.
- Titre de travail : When Cromwell Came to Ireland.